# 雇用動向調査
雇用動向調査（こようどうこうちょうさ）とは厚生労働省が定期的に実施している雇用に関する調査。これは統計法に基づいて各年上半期と下半期の年2回の実施である。雇用労働調査では求職者が国内の主要な産業へ就職している状況や、産業に従事していた労働者が離職している状況や事情についての調査が行われている。この調査を通じて国内での労働力の動向や求人情報などの実態を明らかにするということが目的とされている。
この調査の沿革は1948年に実施された「雇用状態調査」を起源とする。1952年には「労働異動調査」が、1956年には「失業者帰趨調査」が実施されこれらは共に1963年まで継続して実施された。そして1964年からはそれまでに行われてきた調査を発展拡大させる形で「雇用動向調査」という調査が実施されるようになり現在に至る。